# Andreas Spann
Andreas Spann (Ulm, 17 mei 1984) is een Duits voormalig professioneel voetballer die doorgaans speelde als spits. Tussen 2002 en 2019 was hij actief voor Borussia Mönchengladbach II, Borussia Mönchengladbach, 1. FC Heidenheim, VfL Osnabrück, FV Illertissen, SSV Ulm en FC Hüttisheim.

## Clubcarrière
Spann doorliep de jeugdopleiding van Borussia Mönchengladbach en voor die club maakte hij dan ook zijn debuut. Op 19 april 2003 mocht de spits tegen Energie Cottbus van coach Ewald Lienen naast Mikael Forssell beginnen in de aanval. Na een uur werd hij vervangen door Morten Skoubo. Ondanks zijn snelle debuut speelde hij nimmer meer in de hoofdmacht, maar via het belofteteam van de club kwam hij wel tot een overgang naar 1. FC Heidenheim. Daar speelde hij zes seizoenen en was hij vrij succesvol als spits. In de zomer van 2013 ondertekende Spann een eenjarige verbintenis bij VfL Osnabrück, waar hij ook direct de aanvoerdersband aangewezen kreeg. Na één seizoen maakte hij de overstap naar FV Illertissen, waar hij zijn handtekening zette onder een verbintenis voor de duur van twee seizoenen. In februari 2016 verkaste Spann naar SSV Ulm, waar hij in het tweede elftal ging spelen. Een jaar later werd FC Hüttisheim zijn nieuwe club. In juli 2019 besloot Spann op vijfdertigjarige leeftijd een punt te zetten achter zijn actieve loopbaan.